# Pan i Pani
Pan i Pani – pierwszy solowy album studyjny polskiej piosenkarki Anny Wyszkoni, byłej wokalistki zespołu Łzy, który został wydany 29 czerwca 2009 przez wytwórnię Sony Music. Promowany był singlem „Czy ten pan i pani” z którym Wyszkoni wzięła udział na Festiwalu w Opolu na koncercie Premier. 19 listopada 2010 roku ukazała się platynowa edycja płyty na której znalazły się trzy nowe piosenki; „Nic mnie nie rusza”, „Nigdy nie będę Twoja” i cover zespołu Maanam „Raz dwa raz dwa” oraz płyta DVD z teledyskami do singli; „Czy ten pan i pani”, „Z ciszą pośród czterech ścian” i „Wiem, że jesteś tam”. Na reedycji albumu nie znalazł się bonusowy utwór „Soft” ze zwykłej edycji nagrany w duecie z zespołem Video.
16 czerwca 2010 roku album uzyskał w Polsce status złotej płyty sprzedając się w nakładzie ok. 15 000 egzemplarzy. W lipcu pochodząca z płyty kompozycja „Lampa i sofa” została nominowana do nagrody Superjedynki w kategorii „Przebój Roku”, a sam album otrzymał nominację w kategorii „Płyta Roku”. 12 października 2010 roku ukazał się teledysk do czwartego singla „Wiem, że jesteś tam”, który nakręcony został we Francji. 16 marca 2011 płycie przyznano status platynowej płyty, a następnie we wrześniu 2014 status dwukrotnie platynowej za sprzedaż przekraczającą 60 000 sztuk.

## Lista utworów
1. „Graj chłopaku graj” (sł. Maciej Durczak muz. Anna Wyszkoni) - 3:33
2. „Czy ten pan i pani” (sł. i muz. Wojciech Klich) - 2:56
3. „Po to jesteś tu” (sł. Anna Wyszkoni muz. Aleksandra Milutinović) - 3:52
4. „Przyjdzie wiosna znów” (sł. Wojciech Łuszczykiewicz muz. Anna Wyszkoni) - 2:33
5. „Z ciszą pośród czterech ścian” (sł. Anna Wyszkoni muz. Mikis Cupas) - 3:47
6. „O tylu rzeczach” (sł. D. Kozioł muz. Tomasz Lubert) - 2:13
7. „Zakochaj nas” (sł. Anna Wyszkoni muz. R. Cichy) - 2:38
8. „Piosenka z plakatu” (sł. Anna Wyszkoni i Karolina Kozak muz. K. Goździk) - 3:01
9. „Amelia” (sł. Wojciech Łuszczykiewicz muz. Anna Wyszkoni) - 3:21
10. „Lampa i sofa” (sł. Maciej Durczak muz. Anna Wyszkoni i K. Galiński) - 3:46
11. „Wiem, że jesteś tam” (sł. Karolina Kozak muz. Ania Dąbrowska) - 3:56
12. „Bukiet ze słów” (sł. Wojciech Łuszczykiewicz muz. Tomasz Lubert) - 4:25

Bonus
1. „Soft” Video feat. Anna Wyszkoni (sł. Wojciech Łuszczykiewicz muz. Tomasz Lubert) - 2:51

Platynowa edycja
1. „Nic mnie nie rusza” (sł.i muz. K.Goździk)
2. „Nigdy nie będę Twoja” (sł.i muz. K.Goździk)
3. „Raz dwa raz dwa” cover zespołu Maanam (sł. Olga Jackowska muz. Marek Jackowski)

DVD (Teledyski)
1. „Czy ten pan i pani” (reż. Jacek Szymański) - 2:57
2. „Z ciszą pośród czterech ścian” (reż. Jacek Szymański) - 3:49
3. „Wiem, że jesteś tam” (reż. Maciej Galas) - 4:04
4. „Wiem, że jesteś tam - making of"

## Notowania
| Państwo | Twórca | Pozycja | Certyfikat         |
| ------- | ------ | ------- | ------------------ |
| Polska  | OLiS   | 9       | 2× platynowa płyta |